# Jan Słomka (oficer)
Jan Słomka (ur. 12 marca 1894 w Świątnikach Górnych, zm. 14 października 1969 w Londynie) – major piechoty Wojska Polskiego i Polskich Sił Zbrojnych, działacz niepodległościowy, kawaler Orderu Virtuti Militari.

## Życiorys
Syn Michała i Feliksy z domu Dębskiej, urodzony 12 marca 1894 w Świątnikach Górnych. Od czerwca 1913 do czerwca 1914 należał do Związku Strzeleckiego. 15 sierpnia 1914, jako uczeń VII klasy gimnazjum, wstąpił do Legionów Polskich. Służył w 7. kompanii II baonu 3 Pułku Piechoty. 28 marca 1917 został wymieniony we wniosku do odznaczenia austriackim Krzyżem Wojskowym Karola . Po bitwie pod Kaniowem dostał się do niewoli niemieckiej i został osadzony w obozie „Güstrow Meklenburg Szwerin". Po powrocie z niewoli, 15 lutego 1919 został przydzielony do Szkoły Podchorążych w Warszawie, a po ukończeniu kursu podchorążych, do 20 czerwca 1920 był tam instruktorem. Następnie od czerwca tego roku do 11 marca 1931 był kolejno: dowódcą plutonu, dowódcą kompanii i komendantem obwodu p.w. 42 pułku piechoty. 2 grudnia 1930 został mianowany majorem ze starszeństwem z 1 stycznia 1931 i 22. lokatą w korpusie oficerów piechoty. W marcu 1931 został przeniesiony do 16 Pułku Piechoty w Tarnowie na stanowisko dowódcy batalionu. W czerwcu 1933 został przeniesiony do Dowództwa Okręgu Korpusu Nr IX w Brześciu nad Bugiem na stanowisko komendanta Okręgu Związku Strzeleckiego Nr IX . Po 1935 został przeniesiony do 80 Pułku Piechoty w Słonimie na stanowisku kwatermistrza. W 1939 pełnił służbę na stanowisku komendanta Kadry Zapasowej Piechoty Sokółka.
20 września 1939 w Zawiasach przekroczył granicę z Litwą, gdzie został internowany. 13 lipca 1940 został przekazany władzom sowieckim i osadzony w Obozie NKWD w Kozielsku (tzw. „Kozielsk II”). 2 lipca 1941 został przeniesiony do Obozu NKWD w Griazowcu, a 3 września tego roku zwolniony i skierowany do Tockoje, gdzie formowały się oddziały Polskich Sił Zbrojnych w ZSRR  .
Zmarł 14 października 1969 w Londynie. Został pochowany na South London Cemetery.

### Życie prywatne
Jan Słomka był żonaty z Heleną z Czerwińskich (1897–1969), z którą miał troje dzieci: Bogusława (ur. 19 lutego 1923), Stefana (ur. 2 września 1925) i Barbarę (ur. 29 czerwca 1932). Żona z dziećmi w czerwcu 1941 została deportowana na terytorium Kazachskiej Socjalistycznej Republiki Radzieckiej, a następnie ewakuowana do Iranu .

## Ordery i odznaczenia
- Krzyż Srebrny Orderu Wojskowego Virtuti Militari nr 7384 – 17 maja 1922[15][1][16]
- Krzyż Niepodległości – 9 listopada 1931 „za pracę w dziele odzyskania niepodległości”[17][2]
- Krzyż Walecznych czterokrotnie[18][2]
- Złoty Krzyż Zasługi
- Medal Pamiątkowy za Wojnę 1918–1921[2]
- Medal Dziesięciolecia Odzyskanej Niepodległości[2]